# Кундулен-Убуши
Кундулен-Убуши или Убаши (ум. после 1671) — ойратский правитель, хошутский тайши, второй сын Хан-Нойон Хонгора и Ахай-хатун.
Ахай-хатун после смерти своего первого мужа вторично вышла замуж за его двоюродного брата Хан-Нойон Хонгора, родив от него пять сыновей, известных в ойратской истории как «пятеро тигров»: Байбагас-Батур, Кундулен-Убуши, Туру-Байху (Гуши-Номин-хан), Засакту-Чинг-Батур и Буян-Хатун-Батур.

## Биография
Кундулен-Убуши вместе со старшим братом Байбагасом и его сыновьями — Очирту-Цецен-ханом и Аблай-тайшей был одним из крупнейших и влиятельных хошутских тайшей.
В 1640 году тайши Кундулен-Убуши вместе с братом Гуши-ханом и племянником Очирту-Цецен-ханом принял участие в общемонгольском съезде в урочище Улан-бураа на Тарбагатае.
В 1640-х годах Кундулен-Убуши вёл неудачную борьбу против джунгарского хунтайджи Эрдэни-Батура. Соединившись с сыновьями дербетского тайши Далай-Батыра, Кундулен-Убуши весной 1646 года предпринял поход против Эрдэни-Батура. На сторону хунтайджи перешел Очирту-Цецен-хан, старший сын Байбагаса и племянник Кундулен-Убуши. Зимой 1647 года при посредничестве Зая-Пандиты состоялась встреча Кундулен-Убуши с Эрдэни-Батуром и Очирту-Цецен-ханом, но она не принесла результата.

По свидетельству Габан-Шараба и Батур-Убаши-Тюменя, Кундулен-тайши в конце 1640-х годов ездил на богомолье в Тибет, посетив по дороге своего брата Туру-Байху (Гуши-хана), которому говорил: 
«Не возбуждай зависти к богатству во мне, обедневшем, не возбуждай тщеславия во мне, потерявшем уважение».
В 1650-х годах началась междоусобица в хошутском улусе между сводными братьями Очирту-Цецен-ханом и Аблаем, сыновьями Байбагас-хана. Кунделен-Убуши и глава дербетов Даян-Омбо поддерживали Аблая, а чоросский хунтайджи Сенге и хойтский тайши Солтан-тайши — Очирту-Цецен-хана.
Летом 1661 года сторонники Аблая потерпели два поражения от джунгаров. Сам Аблай-тайши был осажден в своём монастыре Аблайкит на р. Иртыше и вынужден был сдаться джунгарам. В 1663 году тайши Кундулен-Убуши (3 тыс. кибиток) и Даян-Омбо (1 тыс. кибиток) прибыли в северо-восточные степи Прикаспия. Кундулен-Убаши и Даян-Омбо и номинально признали верховную власть калмыцкого тайши Мончака и русского правительства, которые закрепили за ними во владение кочевья по Дону, Волге и Яике (Уралу).
В конце 1660-х годов из Джунгарии в Приуралье прибыл хошутский тайши Аблай со своим улусом. Около 1669 года Кундулен-Убуши объединил свои силы с племянником для борьбы против поволжских калмыков (торгутов и дербетов). Вначале они начали войну с дербетским тайшой Даян-Омбо, с которым вскоре заключили перемирие и  союз. Затем Аблай и Кундулен-Убуши совершили нападение на торгутские  улусы на р. Яик и подчинили их себе. В плен к хошутам попал престарелый торгутский тайши Шукур-Дайчин, а его молодой внук Аюка с остатками улусов бежал на правый берег Волги и обратился за военной помощью к воеводам пограничных городов Московского царства. Вскоре Кундулен-Убуши и дербетские тайши поссорились с Аблаем из-за захваченных торгутских улусов и откочевали с частью торгутских улусов на дальние кочевья, находящиеся на востоке.
В 1671 году хошутский Очирту-Цецен-хан предпринял успешный поход на север, разгромил и подчинил своей власти улусы Кундулен-Убуши, его сына Доржи и торгутских и дербетских тайшей. Среди захваченных пленников оказался торгутский тайши Шукур-Дайчин, дядя Аблая и дед Аюки. Очирту-Цецен-хан отправил престарелых Дайчина и Кундулен-Убуши в «почетную ссылку» в Тибет, где они скончались. Тайши Доржи, старший сын Кундулен-Убуши, сохранил свои владения. В том же году торгутский тайши Аюка с союзниками — главой волжских дербетов, дербетским тайшой Солом-Цереном и торгутским нойоном Дугаром совершил успешный поход на реку Яик и разгромил в битве войско Аблая, подчинив себе его улус. Аблай-тайши вместе с семьей был захвачен в плен и передан русским властям.

## Примечание
1. Кундулен-Убуши - Родовод